# Eduardo Guimarães Álvares
Eduardo Guimarães Álvares (Uberlândia, 5 de Janeiro de 1959 - Belo Horizonte, 24 de Março de 2013) foi um compositor e professor de música brasileiro. 
Venceu diversos prêmios de composição, com destaque para a peça Três Canções para Barítono e Clarinete, sobre poemas de Guimarães Rosa, premiada pela III Trimalca-Unesco. Realizou diversas trilhas sonoras para espetáculos, tendo sido premiado pela trilha da montagem de Álbum de Família, de Nelson Rodrigues, com o Grupo Galpão, de Belo Horizonte. Recebeu ainda, em 1991, o primeiro prêmio Gold Amadeus, no concurso Musik Kreativ, na Alemanha, com o filme A Generalíssima do Piano. Em 2003 foi contemplado com a Bolsa Vitae de Artes, para a ópera O Enigma de Caim.

## Vida
Nascido em Uberlândia, numa família de músicos, estudou música desde pequeno. Graduou-se em Música pela Universidade de São Paulo, junto com o irmão, Paulo Álvares.
Em seguida, mudou para Belo Horizonte, onde foi diretor da Fundação Clóvis Salgado, lecionou na Fundação de Educação Artística, coordenou festivais de música contemporânea e realizou trilhas para grupos de teatro como o  Galpão e o Giramundo.
Posteriormente, retornou a São Paulo. Ali, trabalhou na Fundação Padre Anchieta, onde coordenou a Sinfonia Cultura – Orquestra da Rádio e TV Cultura e dirigiu de programas na Rádio Cultura FM. Entre 2005 e 2012, coordenou o atelier de composição e criação musical da EMESP - Tom Jobim. 
Compôs a peça Cortejos, encomendada em comemoração aos 30 anos do Centro Cultural São Paulo.
Sua última peça Lua do Meio-Dia, concerto para tímpanos e percussão, foi estreada pela OSESP em Dezembro de 2013.